# Banksia nutans
Banksia nutans är en tvåhjärtbladig växtart som beskrevs av Robert Brown. Banksia nutans ingår i släktet Banksia och familjen Proteaceae. Utöver nominatformen finns också underarten B. n. cernuella.